# Maestras vendedoras de lencería
Maestras vendedoras de lencería (Maîtresses marchandes lingères) era una organización del gremio francés de costureras de paños de lino y comerciantes de cáñamo dentro de la ciudad de París, activa desde la Edad Media hasta 1791. Era uno de los tres únicos gremios abiertos a las mujeres en París antes de 1776, los otros dos eran las Maitresses bouquetieres y las Maîtresses couturières.

## Historia
La guilda se formó en el siglo XIII o XIV, y fue uno de los gremios más fuertes de París hasta la Revolución Francesa de 1789, tanto en dinero como en estatus. Las costureras de lino vendían encajes y todo tipo de ropa hecha de lino y cáñamo. Fabricaban todo tipo de productos de lino, por encargo y fuera de él. De acuerdo con los privilegios del gremio, una costurera de lino no se convertía en menor de edad bajo la tutela de su marido cuando se casaba, lo que constituía una excepción a la ley contemporánea de la minoría de las mujeres casadas.

El gremio era algo inusual: aunque la profesión de costurera era muy común y socialmente aceptada para una mujer, se practicaba normalmente fuera de los gremios en Europa antes del siglo XIX, y era discriminada por los gremios de sastres. En París era raro que existiera un verdadero gremio de costureras, pero se incrementó incluso más con las Maîtresses couturières en 1675 y las Marchandes de modes en 1776.